# Vieil-Moutier
Vieil-Moutier là một xã ở tại tỉnh Pas-de-Calais trong vùng Hauts-de-France của Pháp.

## Địa lý
Vieil-Moutier có cự ly khoảng 14 dặm (23 km) về phía đông Boulogne, tại giao lộ của các tuyến đường D204 và D204.

## Dân số
| 1962                                                         | 1968 | 1975 | 1982 | 1990 | 1999 | 2006 |
| ------------------------------------------------------------ | ---- | ---- | ---- | ---- | ---- | ---- |
| 257                                                          | 269  | 302  | 315  | 338  | 333  | 395  |
| Số liệu điều tra dân số từ năm 1962: Dân số không tính trùng |      |      |      |      |      |      |

## Địa điểm nổi bật
- Nhà thờ St.Omer, thế kỷ 17.